# Грамаждано
Грамаждано е село в Западна България. То се намира в община Кюстендил, област Кюстендил.

## География
Село Грамаждано се намира в планински район, в северното подножие на планината Осогово, на 5 км югозападно от гр.Кюстендил, на отклонение от пътя Кюстендил – Гюешево.
Махали: Палчева и Войнишка. През 1953 г. към с. Грамаждано е присъединена част от с. Въртешево. Впоследствие Въртешево е отделено от с. Грамаждано и от средата на 80-те години на ХХ век е квартал на гр. Кюстендил.
Климат: умерен, преходно-континентален.
През годините селото принадлежи към следните административно-териториални единици: Община Жиленци (1887-1971), община Кюстендил (от 1971 г.). 

## Население
| Година    | 1880 | 1900 | 1920 | 1926 | 1934 | 1946 | 1956 | 1965 | 1975 | 1985 | 1992 | 2001 | 2010 |
| Население | 220  | 292  | 315  | 465  | 495  | 514  | 431  | 568  | 1079 | 471  | 444  | 361  | 299  |

## История
Село Грамаждано е старо средновековно селище. В списъка на джелепкешаните от 1576-77 г. е записано селище Грамаждано.
През 1866 г. има 22 домакинства и 162 жители.
В края на XIX век в землището на селото има 302 дка ниви, 255 дка естествени ливади, 214 дка овощни и зеленчукови градини, 561 дка гори и се отглеждат 299 овце, 193 говеда и 23 коня. Основен поминък на селяните са дърводобив, земеделие и животновъдство. Развити са домашните занаяти; има 3 воденици, 1 дъскорезница, 2 сливарски фурни, 3 кръчми, 1 бирена фабрика и др.
През 1884 г. е построена църквата „Свети Атанасий“, през 1909 г. – училище.
При избухването на Балканската война 5 души от Грамаждано са доброволци в Македоно-одринското опълчение.
През 1929 г. се създава трудова горска производителна кооперация „Осогово“ и читалище „Просвета“.
През 1956 г. е учредено ТКЗС „Петър Ников“, което от 1960 г. преминава към ДЗС „Кюстендилска комуна“, а от 1982 г. е в състава на АПК „Осогово“ – гр. Кюстендил.
Селото е електрифицирано (1945) и водоснабдено (1960). Главните улици са асфалтирани. През 1967 г. е построена търговско-административна сграда с киносалон.

## Религии
Село Грамаждано принадлежи в църковно-административно отношение към Софийска епархия, архиерейско наместничество Кюстендил. Населението изповядва източното православие.

## Обществени институции
- Кметство Грамаждано.
- Читалище „Просвета“ – действащо читалище, регистрирано под номер 1893 в Министерство на културата на Република България. Дейности: библиотека – 2351 тома.

## Исторически, културни и природни забележителности
- Църква „Свети Атанасий“. Построена е през 1884 г., което е видно от надпис на западната стена на църквата. Представлява еднокорабна, едноапсидна постройка. Иконите са дело на живописеца Евстатий Попдимитров от село Осой, сега в Северна Македония.
- Параклис „Свети Георги“.
- Архитектурен паметник-пирамида на загиналите във войните през 1912-1913 г., 1915-1918 г. и 1944-1945 г.

## Личности
Родени в Грамаждано
- Давитко Анастасов, македоно-одрински опълченец, земеделец, 2 рота на 8 Костурска дружина[4]